# Міжнародний менеджмент
Міжнародний менеджмент є різновидом загального менеджменту.
Міжнародний менеджмент — процес застосування управлінських концепцій та інструментів у багатокультурному середовищі та отриманні завдяки цьому найкращих результатів у досягненні своєї мети, додаткових переваг і заощадження часу.
Основними елементами Міжнародного менеджменту є:
1. менеджери, які виконують управл рішення і функції стосовно планування, організації, укомплектування штатів, контролю і керівництва;
2. Міжнародний менеджмент існує в будь-яких організаціях
3. Міжнародний менеджмент застосовують на всіх організаційних рівнях
4. Мета міжнародних менеджерів, як і менеджерів взагалі створювати додаткову вартість або отримувати прибуток
5. міжнародні менеджери стурбовані продуктивністю, тобто досягнення їх цілей повинно бути раціональним і економічним.

Міжнародний менеджмент – це процес проектування і отримання середовища, в якому індивідуальності, які працюють разом в групах продуктивно досягають цілей міжнародних компаній.
Виділяють 7 основних ролей міжнародного менеджера:
1. як організатор стратегічного пошуку можливостей фірми на зовнішньому ринку
2. як стратегічний мотиватор
3. як ефективний організатор і керівник інтернаціонального проекту в інтернаціональному колективі
4. як дипломат
5. як громадський діяч
6. як стратегічний оптимізатор міжнародного бізнесу
7. як ефективний комунікатор

Природа міжнародного менеджменту має дві основні складові:
- функції і концепції загального менеджменту — базова складова;
- національні моделі менеджменту материнських країн, в яких були засновані ті чи інші міжнародні корпорації — культурологічна складова.

Основні функції менеджменту:
Планування. Складання плану завжди розглядається як початковий етап процесу управління. Воно означає, що хтось повинен вирішити: що, як, коли та ким має бути виконано. Керівництво організації повинно знайти відповіді на такі запитання:
- Де ми знаходимося в цей час? (Оцінити слабкі та сильні сторони організації у сфері фінансів, маркетингу, виробництва, трудових ресурсів).
- Куди ми хочемо рухатися? (Оцінити можливості та загрози в навколишньому середовищі: конкуренція, екологічні умови, постачання, якими повинні бути цілі та як їх досягти).
- Як ми збираємося це зробити?

Організація. Як тільки план складений, необхідно підготувати та забезпечити його виконання. Наприклад, якщо у вас є план побудови будинку, то організація його виконання передбачає, зокрема, підбір та розміщення відповідних робітників, придбання та доставку необхідних для будівництва матеріалів.
Мотивація. Мотивація — це таке регулювання спонукаючих стимулів людини, при яких виникає бажання працювати так, щоб сприяти досягненню цілей організації. Серед німців існує таке прислів'я: «Хто виробляє, той не керує, хто керує, той не виробляє». Зробити роботу якісно чужими руками — завдання не з простих. Для цього необхідні: талант, знання та вміння.
Контроль. Останнім етапом процесу управління є здійснення контролю, тобто порівняння фактичних результатів із запланованими.